# Stipe Modrić
Stipe Modrić (Signo, 8 maggio 1979) è un ex cestista e allenatore di pallacanestro croato naturalizzato sloveno.

## Palmarès

### Giocatore
- Coppa di Slovenia: 6

Union Olimpija: 1998, 2000, 2001, 2002, 2003, 2010
- Lega Adriatica: 1

Olimpia Lubiana: 2001-02